# Tetrastigma magnum
Tetrastigma magnum är en vinväxtart som beskrevs av Merrill. Tetrastigma magnum ingår i släktet Tetrastigma och familjen vinväxter. Inga underarter finns listade i Catalogue of Life.